# 張瑞軒
張瑞軒（1996年1月16日—）是中國男子田徑運動員，曾獲2017年中國全國田徑錦標賽男子200公尺銀牌。
2017年夏季世界大學生運動會田徑男子200公尺半決賽，張瑞軒被分在第1組第7道，名列該組第五，未能晉級決賽。
2017年中國全國運動會田徑男子200公尺決賽，張瑞軒代表廣東獲得第四。

## 外部連結
- 張瑞軒在的頁面